# Bitva u Třebele
Bitva u Třebele byla válečným střetem mezi císařskými oddíly a švédskou armádou generála Wrangela na konci třicetileté války. Odehrála se na přelomu srpna a září roku 1647 v okolí hradu Třebel na Tachovsku. Skončila ústupem švédského vojska z Čech.

## Pozadí
Na jaře roku 1647 zahájila švédská armáda tažení, během něhož po třítýdenním obléhání dobyla dne 17. července Cheb. Císařské vojsko vedené hrabětem Peterem Melanderem von Holzappel, Raimundem Montecuccolim a Johannem von Werth, které původně táhlo na pomoc obleženému městu, se od 27. července pokoušelo město získat zpět, ale po dvou týdnech se stáhlo k Plzni. Švédové se 3. srpna utábořili východně od Plané a malý oddíl o síle dvaceti mužů obsadil hrad Třebel. Císařští dorazili 18. srpna k hradu a hned zahájili jeho dobývání. Dobyli ho hned dalšího dne, protože Švédům bránilo hluboké údolí Kosího potoka, aby mohli malé posádce poslat posily. Během 19. srpna se obě armády opevnily v řadách polních opevnění na protilehlých stranách údolí. 

## Průběh
K hlavnímu střetu došlo 22. srpna, kdy císařská jízda vedená Montecuccolim a Johannem von Werth napadla předpolí švédského tábora, ale přestože zahnala na útěk několik oddílů, bitvu nerozhodla. Obě strany opět zaujaly opevněné pozice a 27. srpna se císařským podařilo zajmout stádo čtyř set švédských koní, přičemž došlo k malé šarvátce. Švédové potom 5. září opustili ležení a odtáhli k Tachovu. 
O dva dny později proti sobě pak obě armády zaujaly postavení o zhruba dvacet kilometrů východně v rámci střetnutí u Teplé, ale k větším bojovým akcím nedošlo. Švédské vojsko potom koncem září tažením přes Žatec a Kadaň opustilo Čechy.

## Památky bitvy
Střetnutí u Třebele zachytil Matthäus Merian na dvou mědirytinách, jejichž věrohodnost prokázal terénní průzkum krajiny. Několik polních opevnění se podařilo lokalizovat:
- U Křínova se nachází obdélné valové opevnění s rozměry 20 × 25 m.
- Půl kilometru jižně od Svahů se nachází valové opevnění, které je pozůstatkem vypálené reduty.
- Západně od osady Boudy (severně od Zlivi) se dochoval zbytek valu s dělostřeleckým postavením.